# Дубки (Миколаїв)
Дубки́ — заповідне урочище місцевого значення в Україні. Розташоване в Інгульському районі міста Миколаїв, на Старому Водопої. 
Площа урочища 106 га. (0,909233 км²). Створене Миколаївським лісництвом у 1950-ті роки XX ст. Перебуває у віданні: Департамент житлово-комунального господарства (м. Миколаїв). 
Штучно посаджене дубове урочище. Представники фауни урочища: лисиця, заєць, білка, їжак, кріт, змія, дятел, одуд, фазан, вивільга звичайна та інші види тварин і птахів.

## Галерея

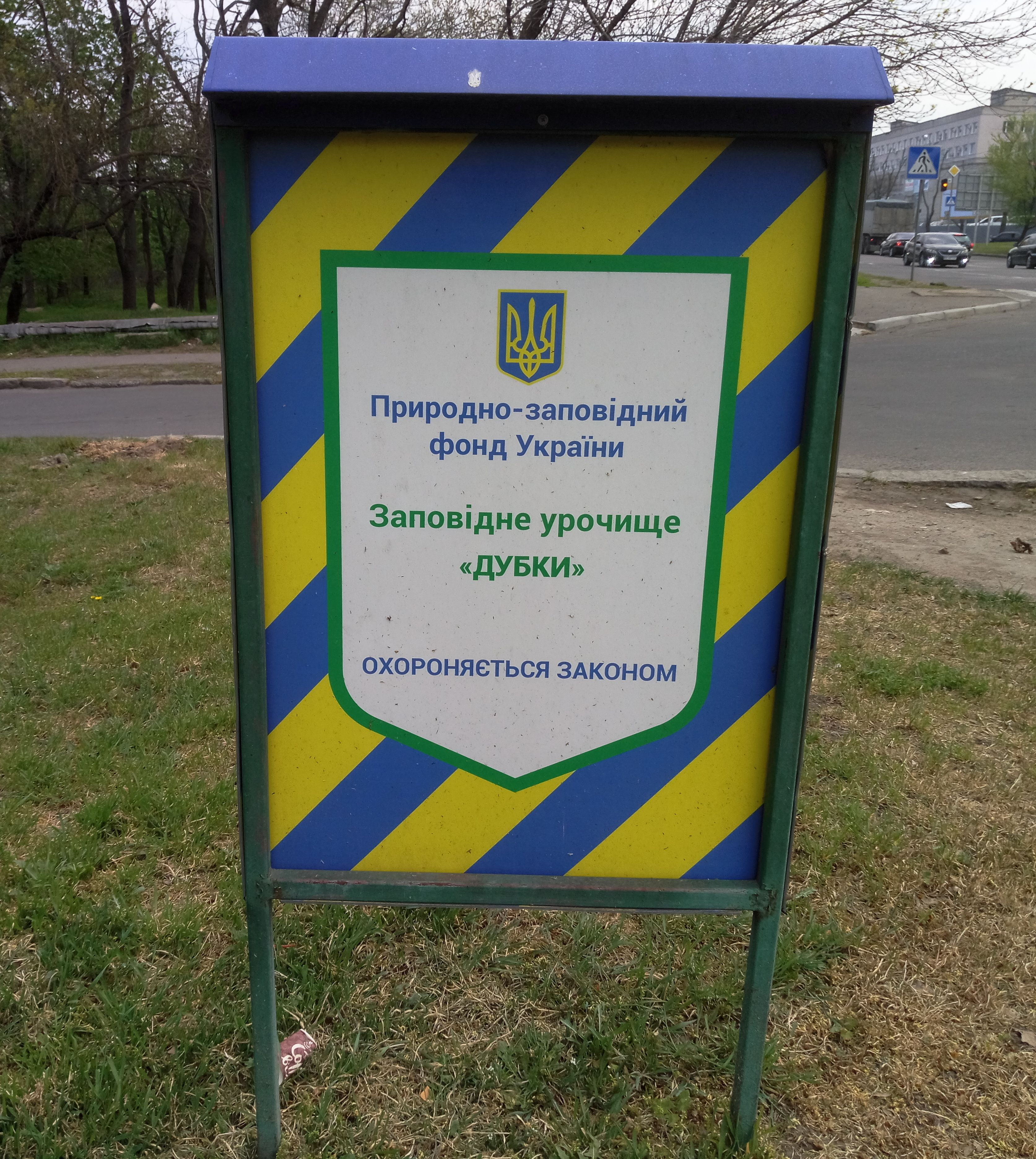
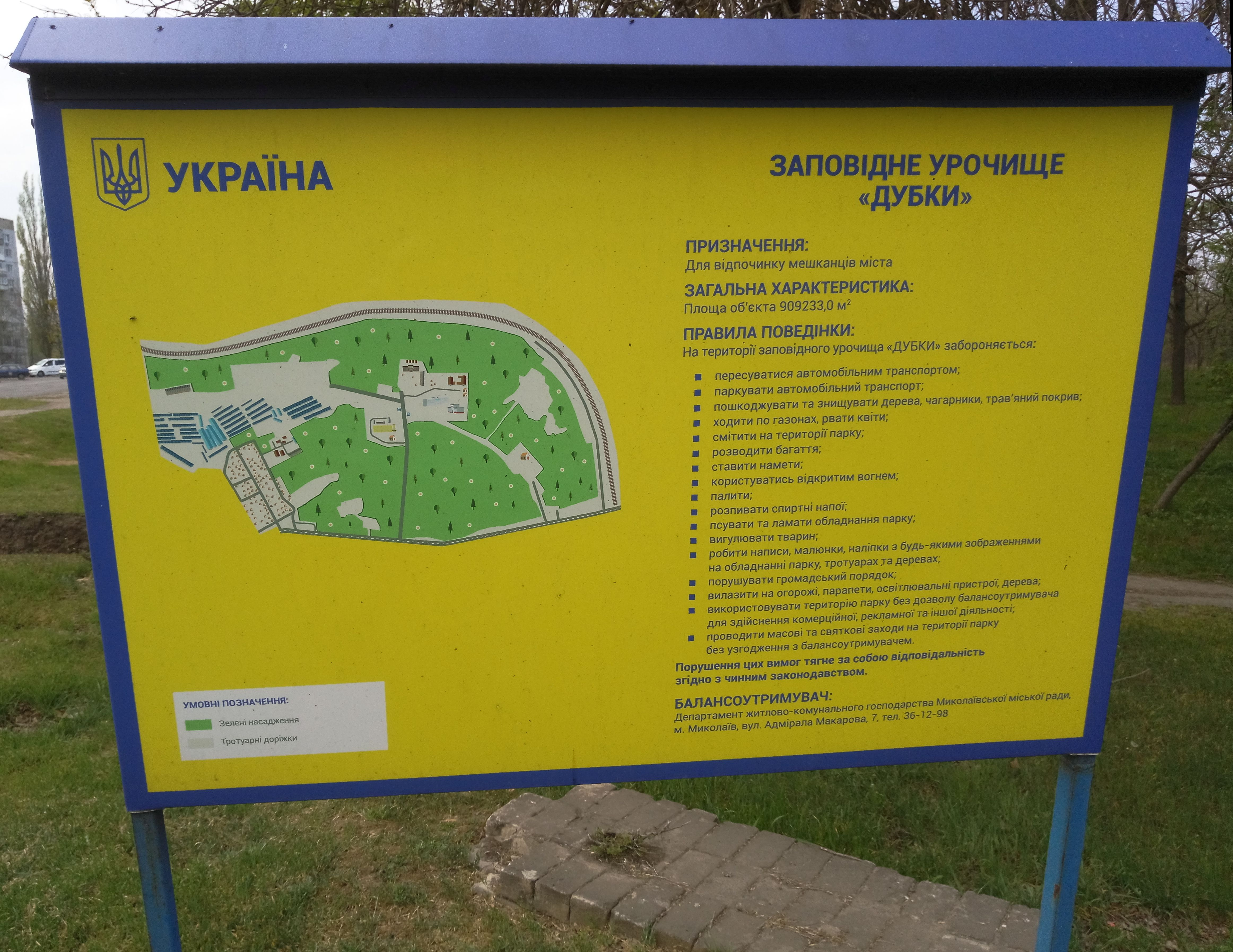
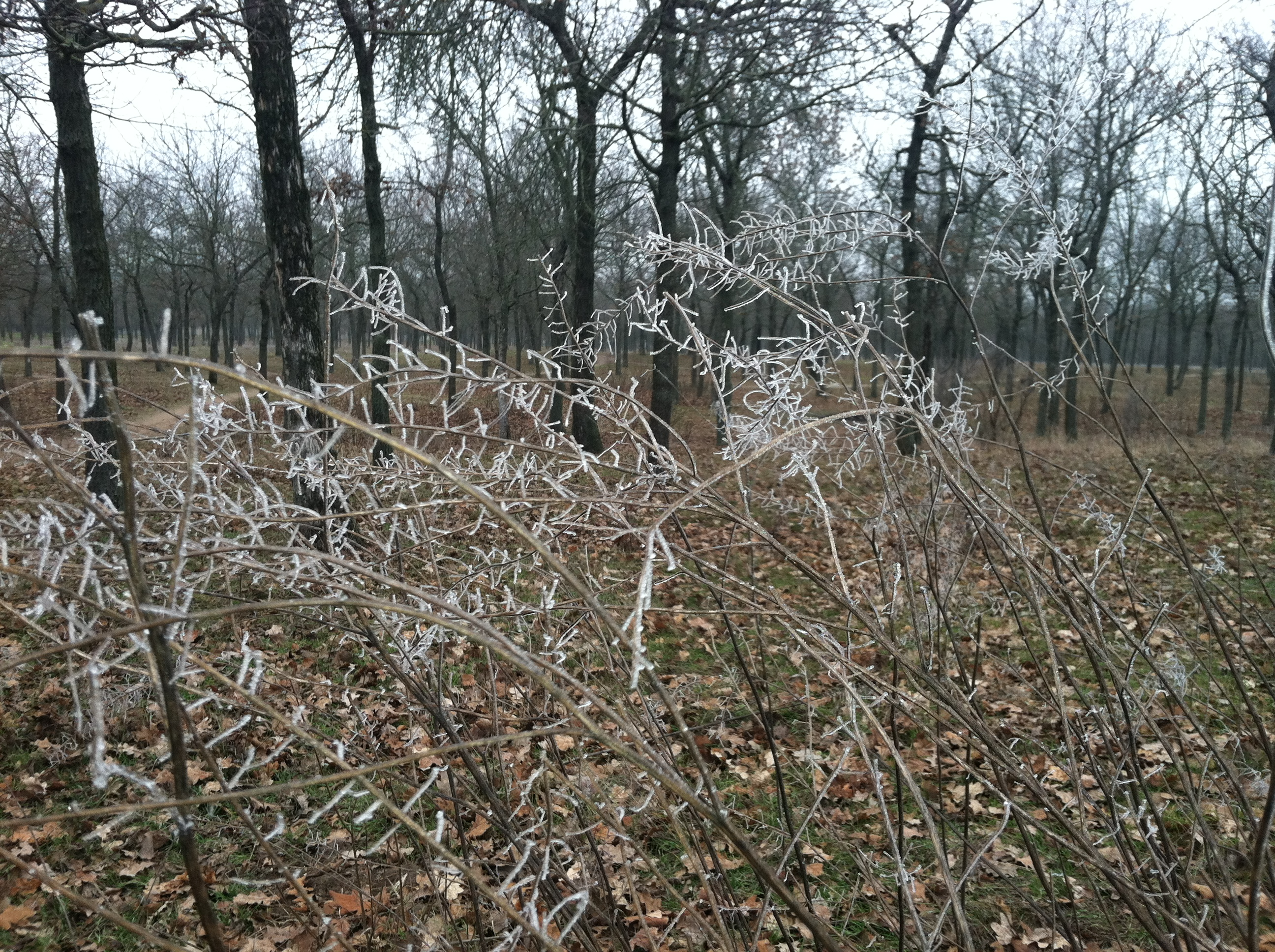
Флора (узимку)
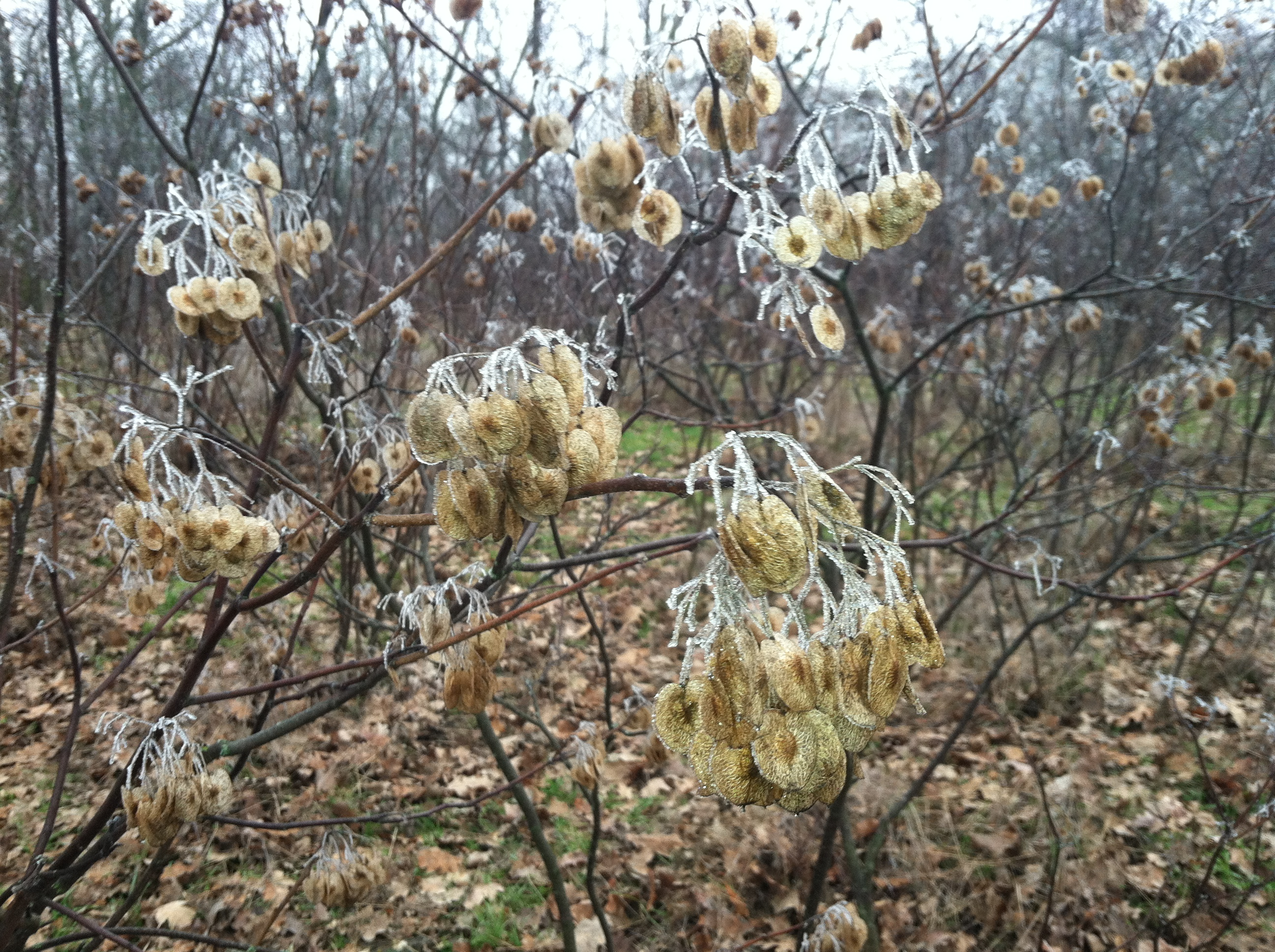
Флора (узимку)
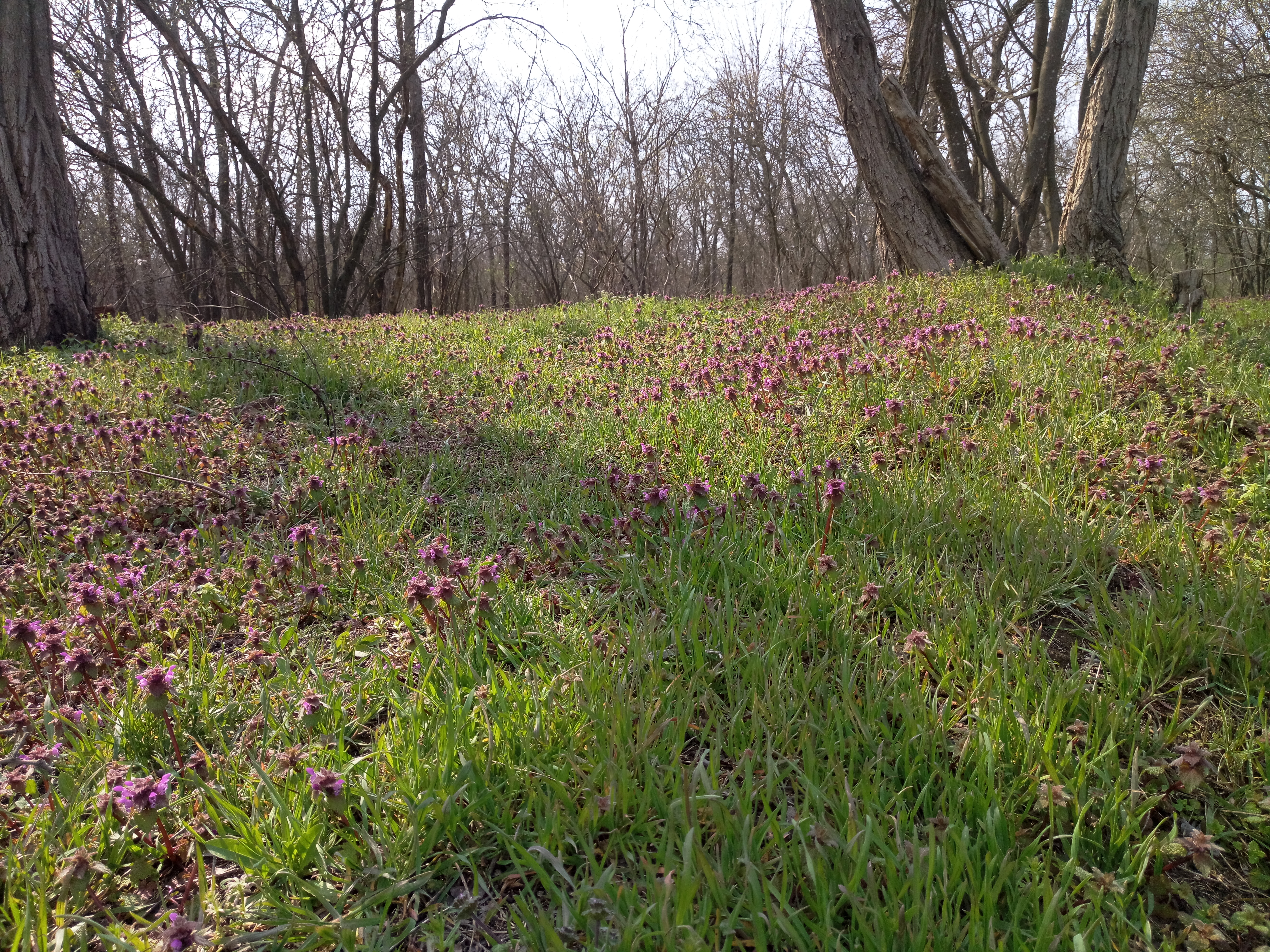
Флора (навесні)
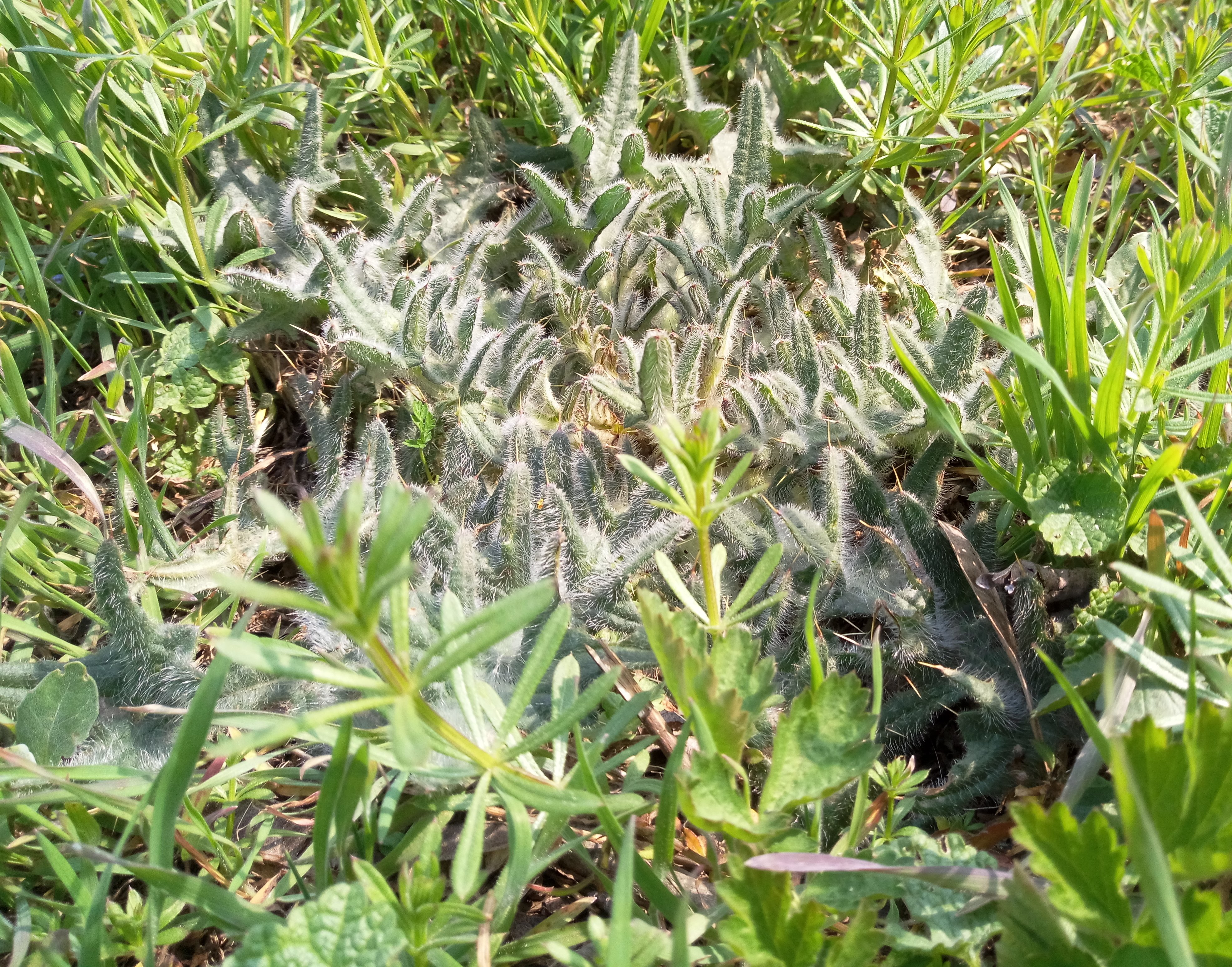
Флора (навесні)
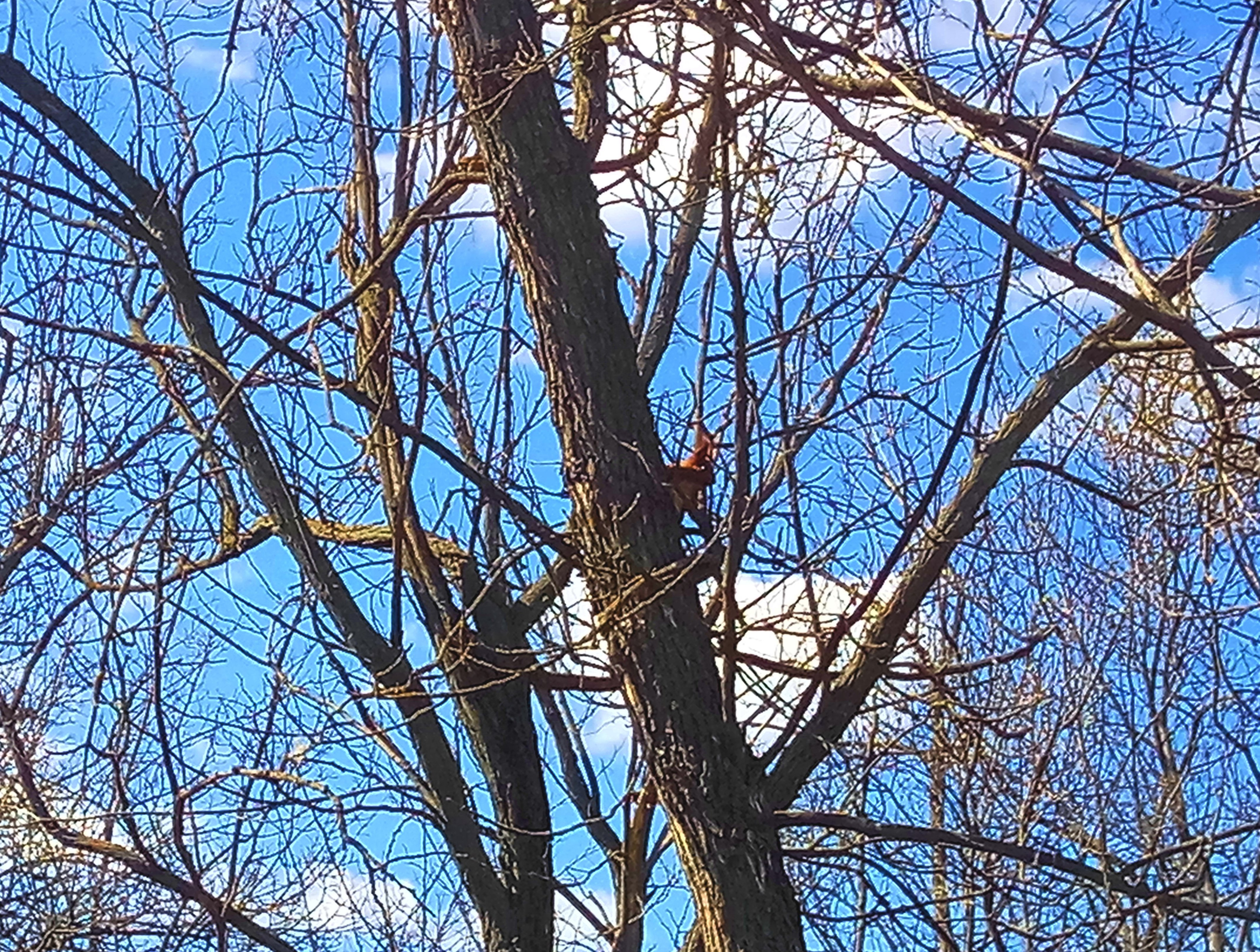
Білка (навесні)
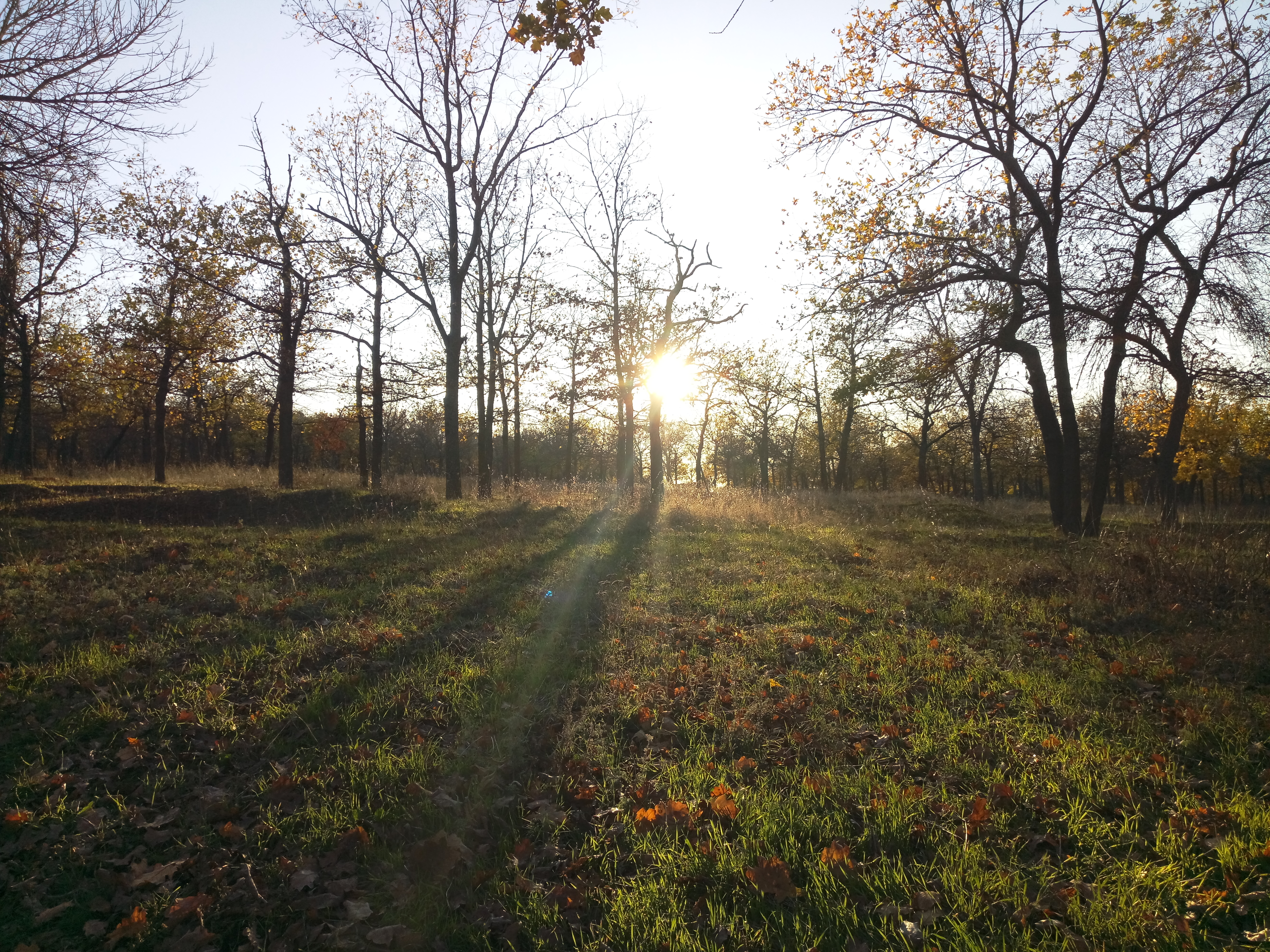
Заповідне урочище «Дубки» (пізня осінь)
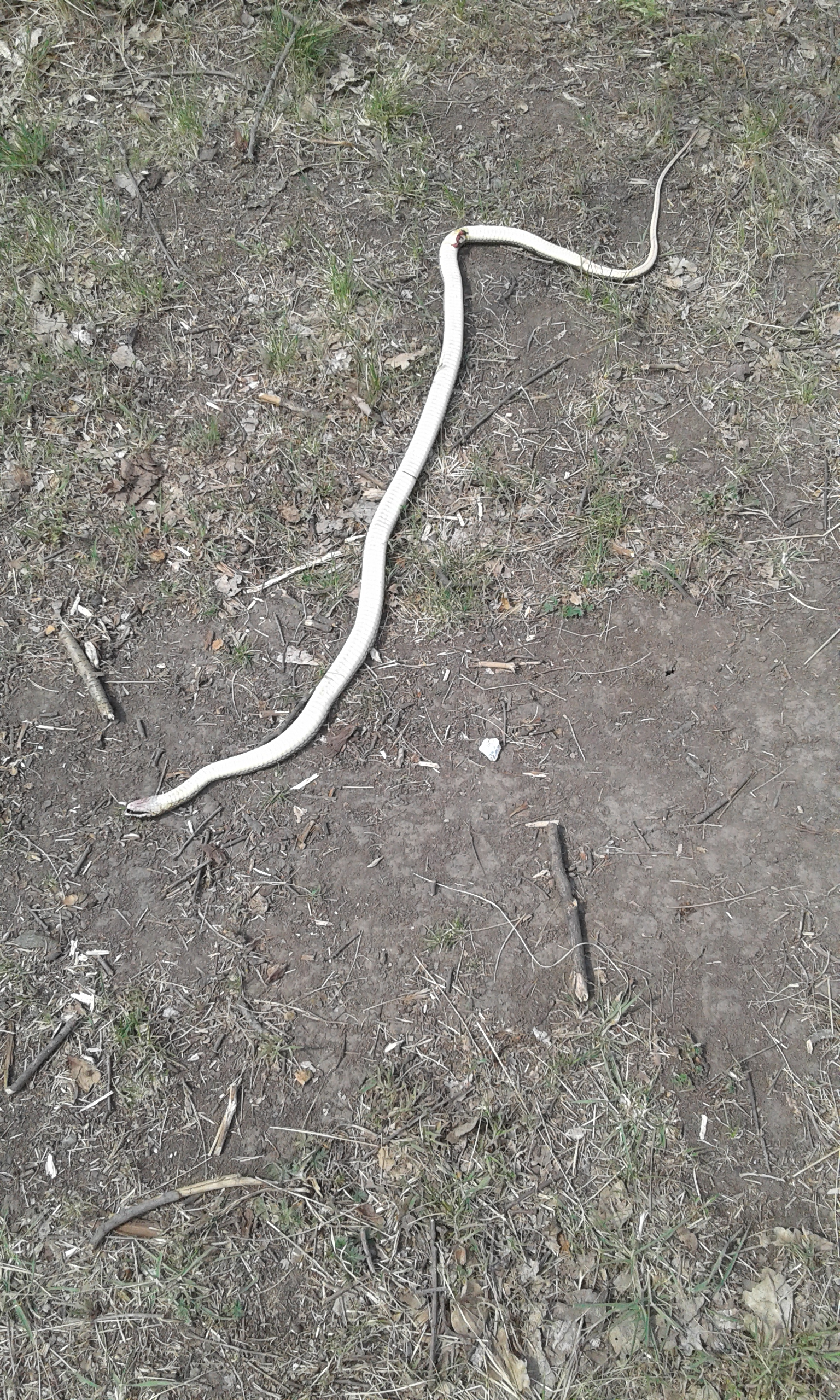
Змія
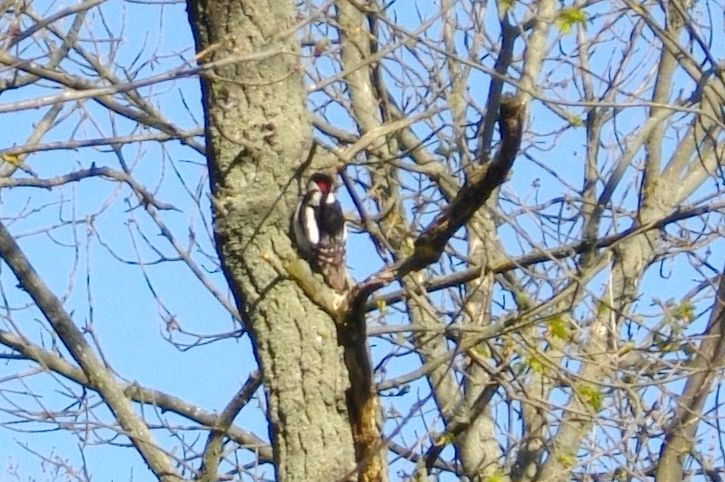
Дятел
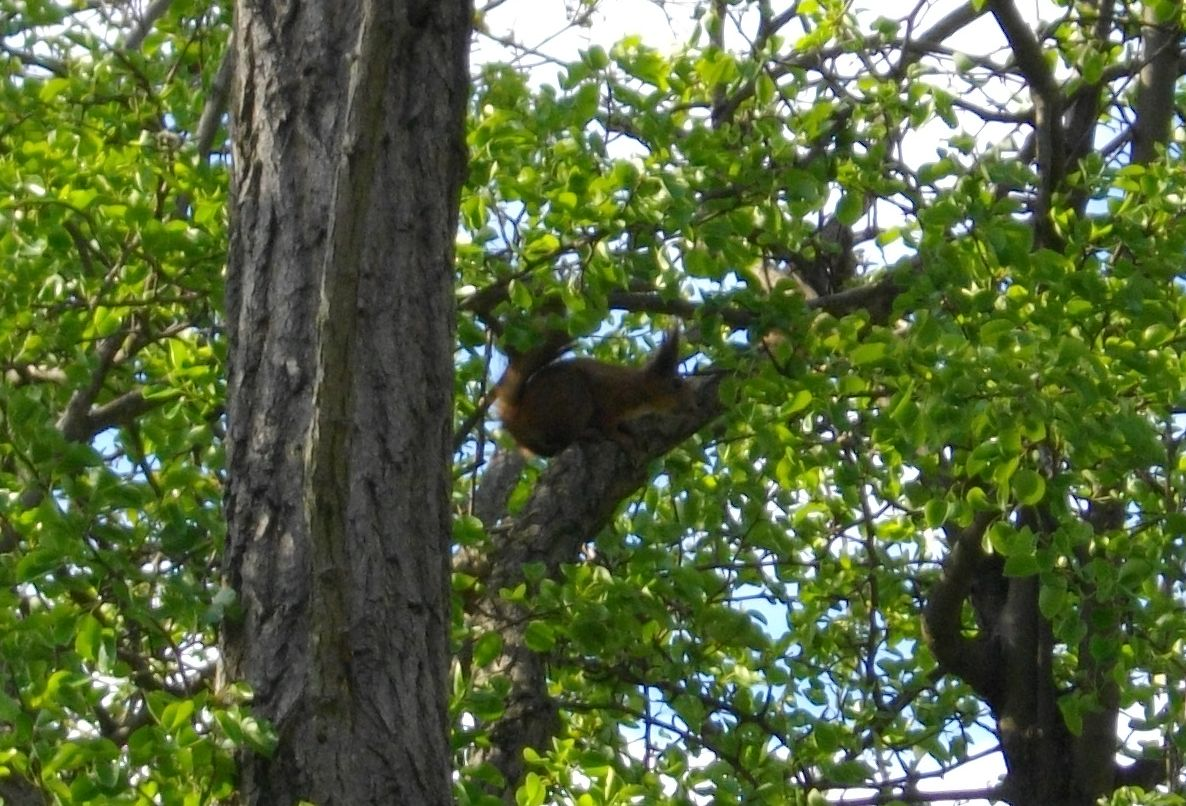
Хижий птах
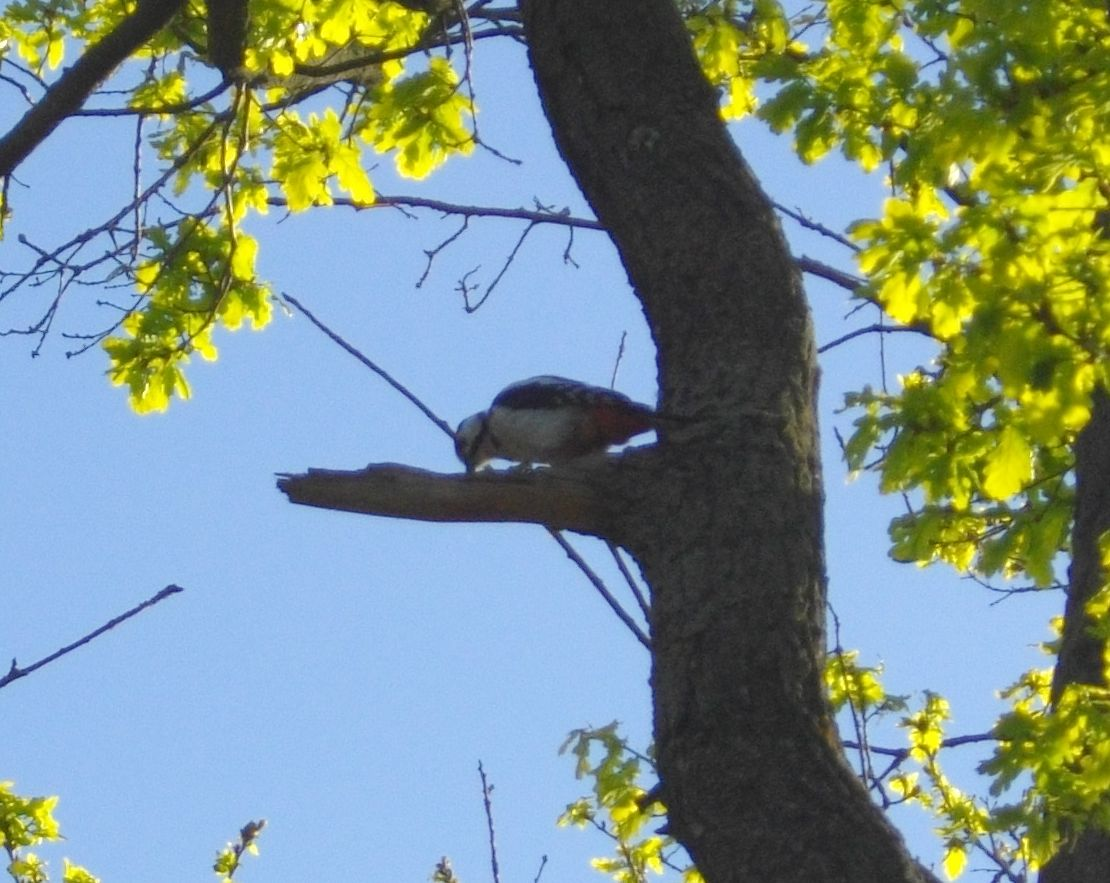
Дятел
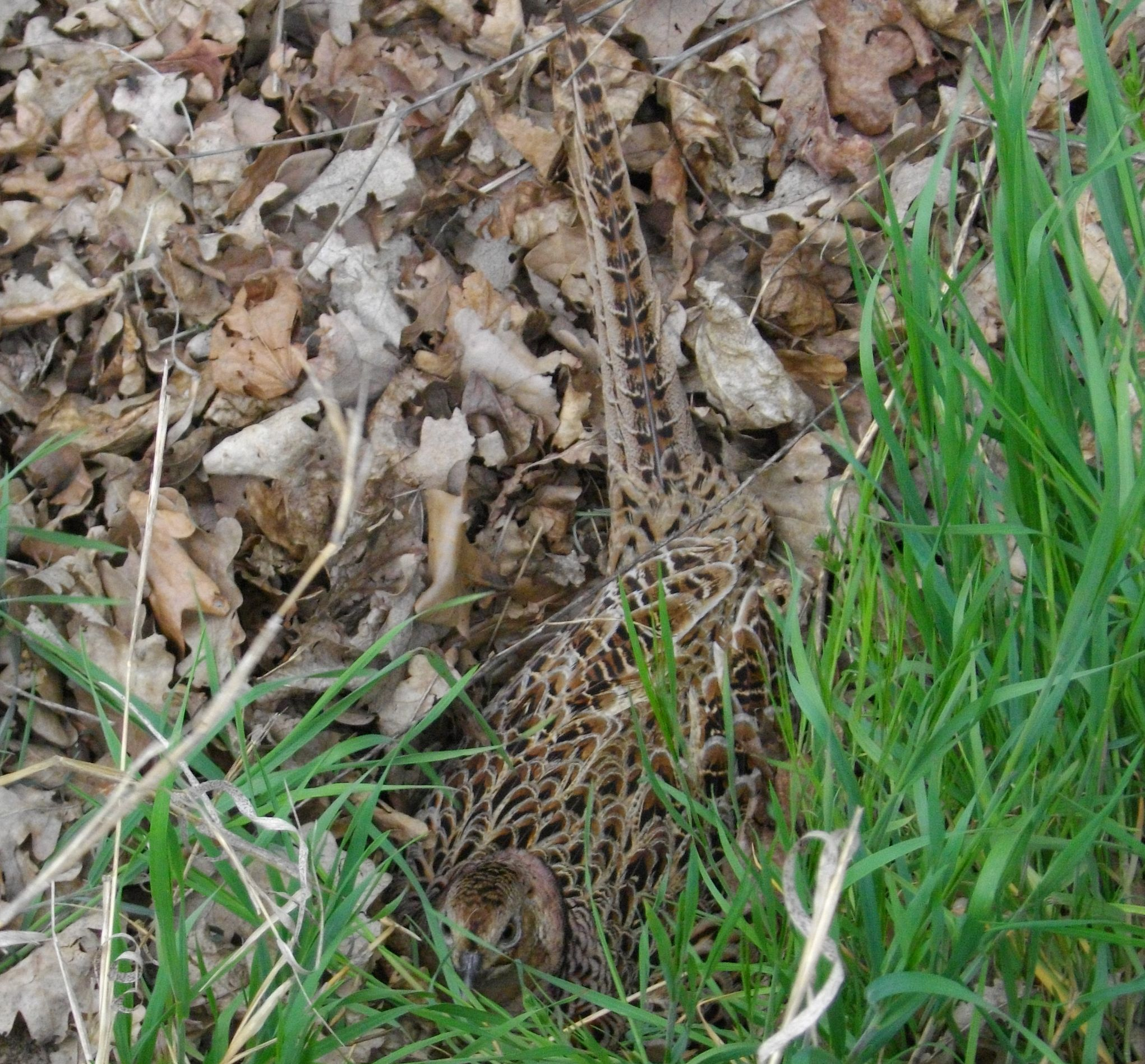
Самиця фазана
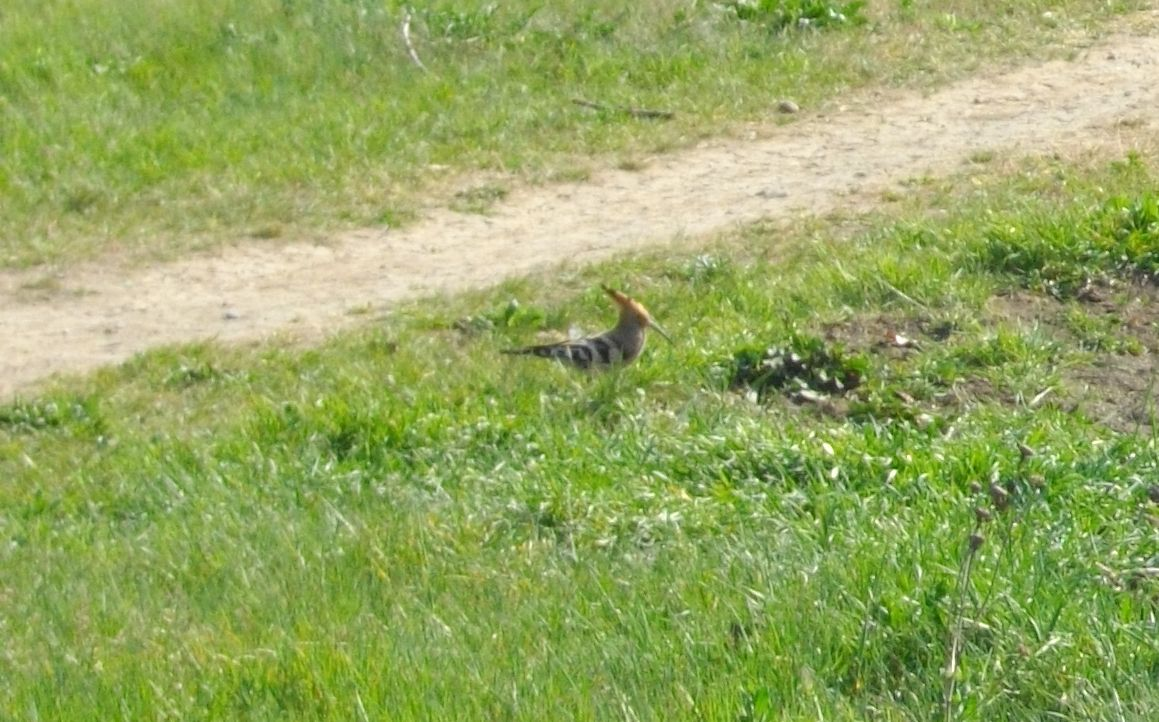
Удод (навесні)
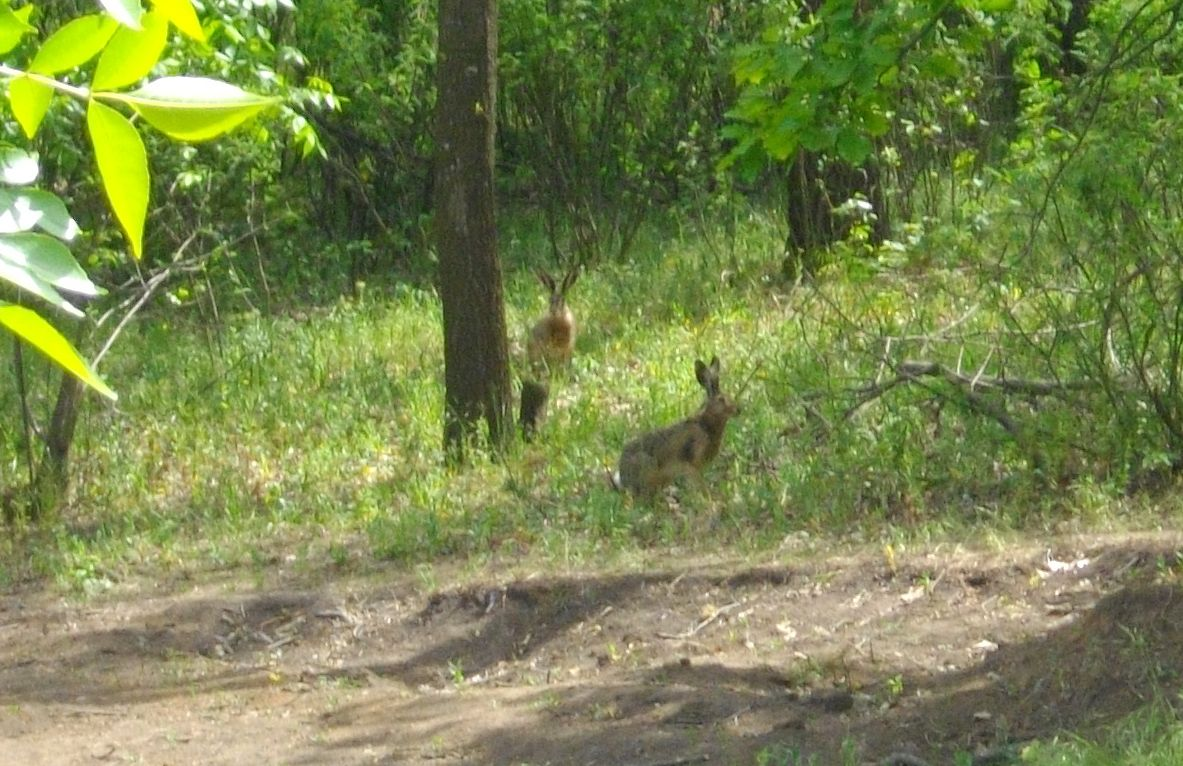
Зайці (травень 2020 р.)
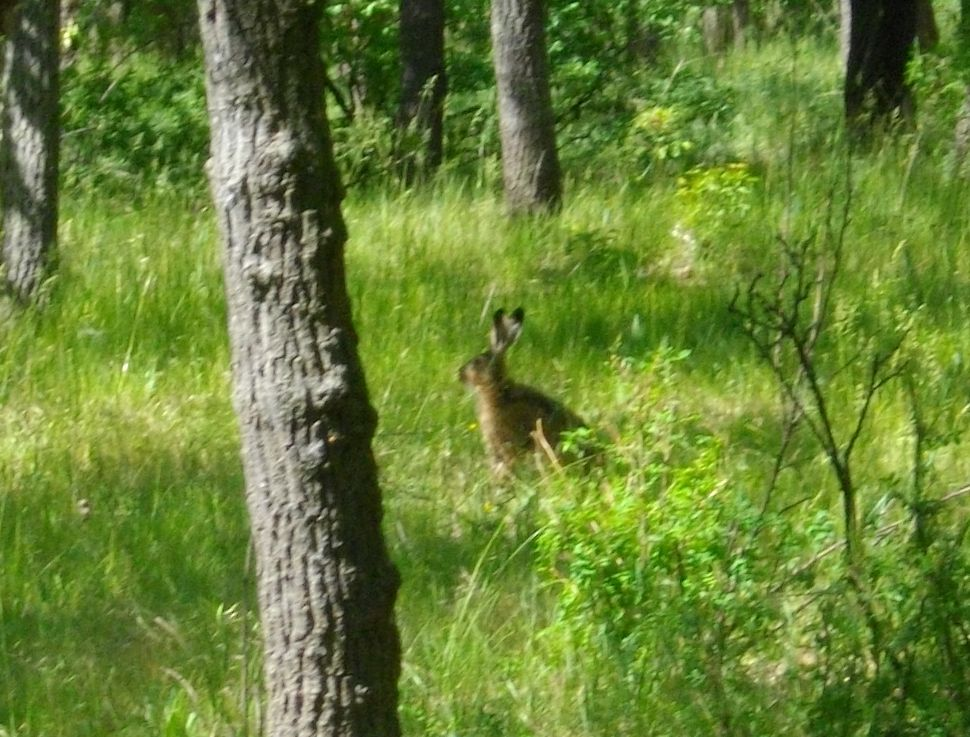
Заєць (травень 2020 р.)